# Leichtgewichts-Vierer ohne Steuermann
Der Leichtgewichts-Vierer ohne Steuermann bzw. Leichtgewichts-Vierer ohne Steuerfrau (Abkürzung L4-; häufig vereinfacht als leichter Vierer (ohne) bezeichnet) ist eine Leichtgewichts-Bootsklasse im Rudersport. Im Boot sitzen vier Ruderer, die mit jeweils einem Riemen das Boot antreiben, und deren Körpergewicht per Reglement begrenzt ist.
Von der Einführung des olympischen Leichtgewichtsruderns im Jahr 1996 bis nach der sechsten Auflage im Jahr 2016 war der leichte Vierer der Männer im Programm der Olympischen Sommerspiele. Die Wettbewerbsklasse wurde danach vom Internationalen Olympischen Komitee (IOC) und dem Weltruderverband (FISA) zugunsten der Geschlechterparität bezüglich der Teilnehmerzahlen bei der olympischen Ruderregatta ab 2020 gestrichen. Im Oktober 2017 wurde die Bootsklasse auch aus dem Programm der Weltmeisterschaften und der U23-Weltmeisterschaften gestrichen, so dass sie fortan keine bedeutende Rolle mehr spielt.

## Beschreibung
Im Unterschied zum ebenfalls olympischen, aber unbeschränkten Vierer ohne Steuermann ist ein Gewichtslimit für die Sportler vorgegeben. In der Leichtgewichts-Variante dürfen Männer im Mannschaftsschnitt maximal 70,0 kg wiegen, für Frauen liegt das höchste erlaubte Mannschaftsschnittgewicht bei 57,0 kg.
Der leichte Vierer ist die einzige olympische Riemenbootsklasse für Leichtgewichte, da der „leichte Zweier“ (L2-) und der „leichte Achter“ (L8+) nie im olympischen Programm waren. Die besten leichten Riemenruderer treten deshalb bevorzugt im leichten Vierer an, wo die Leistungsdichte entsprechend am höchsten ist. Im Männerbereich werden seit 1974 mit Ausnahme der olympischen Jahre (ab 1996) jährlich Ruder-Weltmeister und seit 2007 jährlich Ruder-Europameister in dieser Bootsklasse ermittelt. Seit 1996 ist der leichte Männer-Vierer im Programm der Olympischen Ruderregatta. Im Frauenbereich dagegen war diese Bootsklasse dagegen lediglich von 1984 bis 1996 Teil der Weltmeisterschaften und nie olympisch. Die Wettkampfstrecke im leichten Vierer entspricht der olympischen Distanz von 2000 m.
Material und Konstruktion des Bootes entsprechen weitestgehend dem eines Vierer ohne Steuermanns der offenen Gewichtsklasse. Das Boot ist etwa 12 Meter lang, etwa 45 cm an der Wasserlinie breit und wiegt mindestens 50 kg. Auf jeder Seite des Bootes sind zwei Ausleger notwendig. Wie im unbeschränkten Vierer-ohne üblich gibt es auch in der Leichtgewichts-Variante keinen Steuermann. Das Boot wird deshalb mit einem Fußsteuer meist vom Schlagmann gesteuert.

## Geschichte

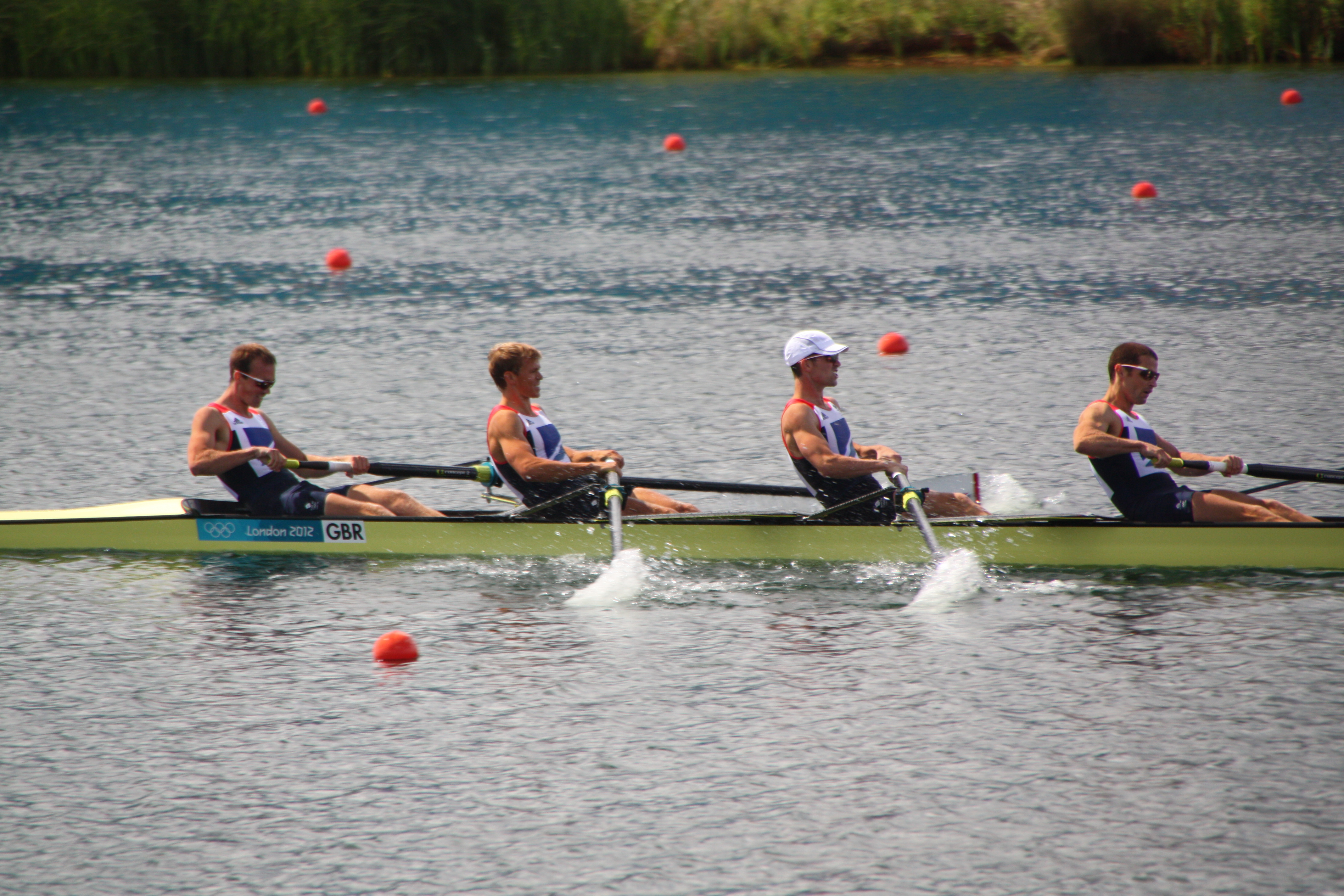
Der Vierer des Vereinigten Königreichs bei Olympia 2012

Ab den Olympischen Spielen 1996 in Atlanta war der Leichtgewichts-Vierer bei den Männern neben dem Leichtgewichts-Doppelzweier eine der beiden olympischen Leichtgewichts-Bootsklassen. Für seine die Aufnahme wurde im Gegenzug der Vierer mit Steuermann der offenen Gewichtsklasse aus dem olympischen Programm gestrichen. Beim olympischen Finale siegte Dänemark vor Kanada und den USA. Deutschland erreichte Platz 5.
Für die Olympischen Spiele 2012 in London hatten sich die Verbände aus Argentinien, China, Tschechien, Dänemark, Frankreich, dem Vereinigten Königreich, Deutschland, Italien, Niederlande, Polen, Südafrika, Schweiz und den Vereinigten Staaten qualifiziert. Die Vorläufe und die Halbfinals fanden vom 28. Juli 2012 bis zum 31. Juli auf dem Dorney Lake, bei London statt. Das Finale wurde am 2. August ausgetragen. Es war mit Booten aus Südafrika, dem Vereinigten Königreich, Dänemark, Australien, der Schweiz und den Niederlanden besetzt. Südafrika gewann das Rennen mit James Thompson, Matthew Brittain, John Smith, Sizwe Ndlovu in einer Zeit von 6:02,84 Minuten. Eine Sekunde später erreichte das Vereinigte Königreich das Ziel. Fünf Hundertstel nach dem Vereinigten Königreich, kam Dänemark ins Ziel. Für Deutschland setzte der Deutsche Ruderverband Bastian Seibt, Lars Wichert, Jochen Kühner und Martin Kühner ins Boot, die im B-Finale den dritten Platz erreichten (insgesamt Platz 9).
Bei den Olympischen Sommerspielen 2016 in Rio de Janeiro fanden die Wettkämpfe in der Lagune Rodrigo de Freitas vom 6. August bis zum 14. August statt. Die Weltmeisterauswahl des Vorjahres aus der Schweiz mit Simon Niepmann, Mario Gyr, Simon Schürch und Lucas Tramèr gewann die Goldmedaille vor den Dänen.
Im Zuge der „Agenda 2020“ des IOC-Präsidenten Thomas Bach wurde der leichte Vierer nach der olympischen Regatta 2016 zur Disposition gestellt. Die Agenda sieht unter anderem die Geschlechterparität der Teilnehmerzahlen bei den Olympischen Spielen nach Sportart vor, was im Rudersport bei einem Verhältnis von zuletzt 60:40 zugunsten der Männer einen Veränderungsbedarf der ausgetragenen Wettbewerbe generierte. Weiterhin sieht das IOC seit 2014 die Leichtgewichtswettbewerbe im Rudersport generell kritisch. Die Mitgliedsverbände des Weltruderverbandes stimmten deshalb am 11. Februar 2017 auf einem Kongress über die vom Weltruderverband an das IOC vorzuschlagenden Wettbewerbe für die olympische Ruderregatta 2020 in Tokio ab. Es standen dabei zwei Vorschläge zur Abstimmung: der Antrag des Weltruderverbandes selbst sah vor, den leichten Vierer der Männer durch den Vierer-ohne der Frauen in der offenen Gewichtsklasse zu ersetzen und damit alle Wettbewerbsklassen geschlechtersymmetrisch aufzustellen. Die Verbände aus Australien, der Volksrepublik China, Dänemark und der Schweiz hatten einen Gegenantrag eingereicht, nach dem der Männer-Vierer der offenen Gewichtsklasse durch einen Leichtgewichts-Vierer ohne der Frauen ersetzt werden sollte. Die Wettbewerbe wären damit ebenfalls geschlechtersymmetrisch aufgestellt gewesen, jedoch hätte sich die Zahl der Leichtgewichtsklassen erhöht. In der Abstimmung der FISA-Mitgliedsverbände setzte sich der Antrag des Weltruderverbandes mit 94 zu 67 Stimmen durch. Der FISA-Antrag für die Olympischen Sommerspiele 2020 wurde vom IOC im Juni 2017 positiv beschieden.
Der Leichtgewichts-Vierer der Männer von 1974 bis 2017 durchgehend mit Ausnahme der olympischen Jahren bei den Ruder-Weltmeisterschaften ausgetragen. Danach strich die Mitgliederversammlung des Weltruderverbandes die Klasse aus dem Programm, das im Zuge der Geschlechtergleichheit der Wettbewerbsklassen umgestaltet wurde. Die Streichung betrifft auch die U23-Weltmeisterschaften, so dass der leichte Vierer fortan keine Relevanz im Rudersport mehr hat.
Rennen der ungesteuerten Leichtgewichts-Vierer werden bei den Frauen international nicht mehr ausgetragen. Während die Frauenboote nie bei Olympischen Spielen im Programm waren, wurden sie von 1985 bis Mitte der 1990er Jahre bei Weltmeisterschaften gefahren.

## Medaillenerfolge bei Olympischen Spielen
Die Tabelle stellt die Nationen mit Medaillengewinn bei den sechs olympischen Austragungen des leichten Vierers der Männer dar (1996–2016). Das beste deutsche Ergebnis ist der fünfte Platz bei den Spielen in Atlanta.
| Platz | Land                   | Gold | Silber | Bronze | Gesamt |
| ----- | ---------------------- | ---- | ------ | ------ | ------ |
| 1     | Dänemark               | 3    | 1      | 2      | 6      |
| 2     | Frankreich             | 1    |        | 1      | 2      |
| 2     | Südafrika              | 1    |        |        | 1      |
| 2     | Schweiz                | 1    |        |        | 1      |
| 5     | Australien             |      | 2      |        | 2      |
| 6     | Kanada                 |      | 1      | 1      | 2      |
| 7     | Vereinigtes Königreich |      | 1      |        | 1      |
| 7     | Polen                  |      | 1      |        | 1      |
| 9     | Italien                |      |        | 1      | 1      |
| 9     | Vereinigte Staaten     |      |        | 1      | 1      |